# Julian Solo
Julián Solo es la encarnación actual del mitológico dios griego Poseidón (ポセイドン). Es uno de los principales antagonistas de la serie anime y manga, Los Caballeros del Zodiaco o Saint Seiya de Masami Kurumada.

## Biografía
Poseidón es el dios de los océanos y uno de los 12 dioses del Olimpo. Nació en la Era mitológica como hijo del Titán Cronos y de Rea. Sin embargo fue devorado por su padre debido a que este pensaba que sus hijos algún día lo derrocarían. Es salvado por su hermano menor, Zeus y es así como éste, junto con Hades una vez triunfantes, se reparten los reinos del mundo. Poseidón toma por posesión suya los océanos.

## Atributos
Usa el título de Emperador de los Mares por gobernar los océanos, que corresponden a las tres cuartas partes del mundo. Su templo principal se encuentra bajo el mar, cerca de Cabo Sunión, en Grecia. Este templo es rodeado y sostenido por siete Pilares enormes, que simbólicamente corresponden a los Siete océanos del mundo (Pacífico Norte, Pacífico Sur, Atlántico Norte, Atlántico Sur, Índico, Ártico y Antártico), los cuales son custodiados por los Siete Generales. Existe un octavo Pilar, el Sustento Principal del reino de Poseidón, el Pilar Central, más sólido que los otros siete, por lo que es capaz de sostener por sí solo toda la estructura del Imperio Submarino sin la ayuda de los demás pilares. El Pilar Central simboliza al Mar Mediterráneo y es protegido por Poseidón.
Julian Solo usa las Escamas de Poseidón, a las que pertenece su propio Tridente, símbolo de su autoridad bajo los océanos.
Se cree que Poseidón ha hecho lo mismo que su hermano Hades, a escondido su cuerpo en uno de sus templos submarinos, protegiéndolo hasta la época en que consiga vencer a su sobrina Atenea y hacerse con el dominio de la Tierra, por lo que mientras escogerá humanos en los que reencarnarse, como en el caso de Julian Solo.
En la inscripción de la armadura de Poseidón en el manga, podemos ver la naturaleza de su armadura: es un Scale. No es un Kamui.

## Historia
Julián Solo es la encarnación del dios Poseidón, rey de los mares, el cual ha peleado con Atenea por el dominio de la Tierra desde la Era mitológica hasta la última guerra santa. Poseidón siempre reencarna en el cuerpo de los herederos de la familia griega Solo, una familia de empresarios ligados al comercio marítimo. Saori acude a la fiesta de cumpleaños del magnate Julián Solo, quien le pide matrimonio, pero ella le rechaza. Entonces Julián ve un brillo en el promontorio, cerca de un cabo cercano a su mansión donde se encuentra un bello y brillante tridente junto a una mujer que viste unas armaduras, se trataba de Tethis la Sirena (que simboliza la esposa de Poseidón, la Nereida Anfitrite en la mitología griega), quien le dice que ese tridente le pertenece a él, puesto que él es la reencarnación de Poseidón y le lleva a su palacio submarino.
Pocos días después, el mundo se ve afectado por terribles inundaciones, maremotos y lluvias. Aldebarán de Tauro se sacrifica para proteger a los caballeros de bronce del General Marino Siren, al que Atena convence para que le acompañe al reino de Poseidón, donde descubre que este y Julián son la misma persona.
En el anime era la fuerza que estaba manipulando a Hilda de Polaris, sacerdotisa de Odín, a través del Anillo Nibelungo, con lo que se produciría la guerra entre el Santuario de Atena y Asgard (Los dioses guerreros de Asgard). Y es quien secuestra a Saori con una ola hecha por él mismo.
Poseidon pretende destruir el mundo por las aguas y Atena se ofrece como sacrificio para retrasar la inundación total, siendo encerrada en el Gran Sustento Principal que se encuentra a espaldas del templo de Poseidón, que se inunda poco a poco con las aguas que deberían caer sobre el mundo.
Los caballeros de Bronce deben rescatar a Atena venciendo a los siete generales del mar, cada general protege un pilar siendo en total siete que representan los siete océanos del mundo, cuyo ejército está compuesto por: Bian Caballo Marino, Guardián del Pacífico Norte; Eo de Scylla, Guardián del Pacífico del Sur; Isaac de Kraken, General del Océano Ártico; Kasa de Lynmades, Guardián del Océano Antártico; Krishna de Chrisaor (simboliza a Tritón hijo de Poseidón), Guardián del Océano Índico; Kanon Dragon del Mar (el malvado hermano de Saga de Géminis), Guardián del Atlántico del Norte y Sorrento de Siren, Guardián del Atlántico del Sur. Al finalizar la Guerra Santa, Poseidón es nuevamente encerrado en el ánfora, y Julián Solo junto con Sorento, se dedican a ayudar a los damnificados por el diluvio.
A pesar de ser enemigo acérrimo de Atenea y estar encerrada su alma en el ánfora, Poseidón envió las Armaduras de Oro (Sagitario para Seiya, Libra para Shiryu, Acuario para Hyoga, Virgo para Shun y Leo para Ikki) a los Caballeros de bronce, para hacer frente a Tánatos, en su lucha contra Hades. Aunque están armaduras fueron casi inmediatamente destruidas por el dios de la muerte.

## Voluntad del dios
En la era mitológica Poseidón siempre quería conquistar la tierra, y luego después que Zeus, peleo contra Atenea que era encargada de velar por la paz de la Tierra. Según la Mitología, Poseidón era el único Dios que preocupaba a Zeus, tanto por su increíble e ilimitado poder como por su fuerte carácter, llegando este a desafiarlo. Luego sus Marinos, portando sus Escamas, exterminaron a todos los guerreros que había en la tierra, su poder de combate era alto además ningún arma podía superar sus Escamas. Como un intento de detener al Emperador del los Mares, surgieron los Caballeros de Athena con sus armaduras. Después de una larga batalla en el Templo de Poseidón, que se hundió en el fondo del mar debido a la intensidad de la batalla, los Marinos fueron derrotados y Poseidón encerrado en la "Ánfora de Atena" y mandado al Polo Norte.
Por eso en su segundo despertar, el ideal de Poseidón era el de matar a todos los humanos, que denigraron la especie, corrompiendo todos los dones que les fueron entregados por los dioses, castigándolos con inundaciones y lluvias durante 40 días. Esto es porque quería purificar la Tierra para comenzar todo de nuevo, e intentar hacer un mundo sin pecados. Los Generales de Poseidón acostumbraban a referirse a su voluntad como una "nueva utopía". Poseidón, al contrario de Hades, no se mostraba como un dios maligno, sino preocupado por la humanidad, que siente amor al contrario de Hades. Su propósito no era eliminar a los humanos, sino volverlos más puros, como lo explica en la ayuda dada a los Caballeros de Atenea en la batalla contra Hades.

## Ataques
Se desconoce la existencia de alguna habilidad especial de Poseidón en la saga, más se reconoce su alta capacidad psíquica que emerge de su voluntad y que puede hacerse física por medio del "cosmos divino", de tal manera que logró despedazar las armaduras de bronce siendo igual de sólidas que las de los caballeros dorados, y regresar la poderosa flecha dorada de Sagitario en los intentos de Seiya para poder neutralizar a Julian. Un ataque físico e indirecto fue el que recibió Atena antes de que ésta le encerrase en el ánfora de Atena, era como una especie de remolino cósmico muy poderoso y concentrado de una fuerza sobrehumana en comparación del que recibieron los caballeros de bronce.
Tampoco se puede contar como "ataque" el acto en que desesperada y disparatadamente Julian arroja el tridente a Atena recibiéndolo Seiya (en el anime), al protegerla vistiendo la armadura de Sagitario.En el manga por el contrario es Kanon quien recibe el ataque.